# Pfarrer Braun: Ein Zeichen Gottes
Ein Zeichen Gottes ist ein deutscher Fernsehfilm von Wolfgang F. Henschel aus dem Jahr 2007. Es handelt sich um die zehnte Episode der ARD-Kriminalfilmreihe Pfarrer Braun mit Ottfried Fischer in der Titelrolle.

## Handlung
Braun wird zum wiederholten Male versetzt. Diesmal setzen der Bischof und vor allem Mühlich dem Geistlichen einen besonders schweren Brocken vor. Braun muss in das von ihm als Oberbayern verschmähte Franken. Als Braun im kleinen Ort Kursdorf mit der katholischen Lehre gegen eine lokale Wundererscheinung nicht konkurrieren kann, beschließt er der Sache nachzugehen. Dabei entdeckt er den toten Lokalreporter des Ortes. Auch Kommissar Geiger und seine renitente Mutter verschlägt es im Urlaub in das Örtchen und er übernimmt flugs die Aufsicht über die Mordermittlung, um seiner Mutter wenigstens zeitweise zu entgehen. Bei der Aufklärung dieses Falls muss Braun gegen raffinierte Devotionalienhändler und einen unangenehmen Einwohner, der als Laienprediger auftritt, vorgehen. Bischof Hemmelrath sieht zudem das „Wunder“ als Gelegenheit, sich mit einem anerkennenden Bericht darüber eine Beförderung nach Rom zu verschaffen. Braun jedoch deckt das vermeintliche „Wunder“ als Schwindel auf und Hemmelrath ist vor dem Vatikan blamiert.

## Hintergrund
Für Ein Zeichen Gottes wurde an Schauplätzen in Franken, unter anderem in Bamberg gedreht. Die Erstausstrahlung fand Donnerstag, den 29. März 2007 auf Das Erste und im ORF 2 statt.

Die Dienstorte in Franken
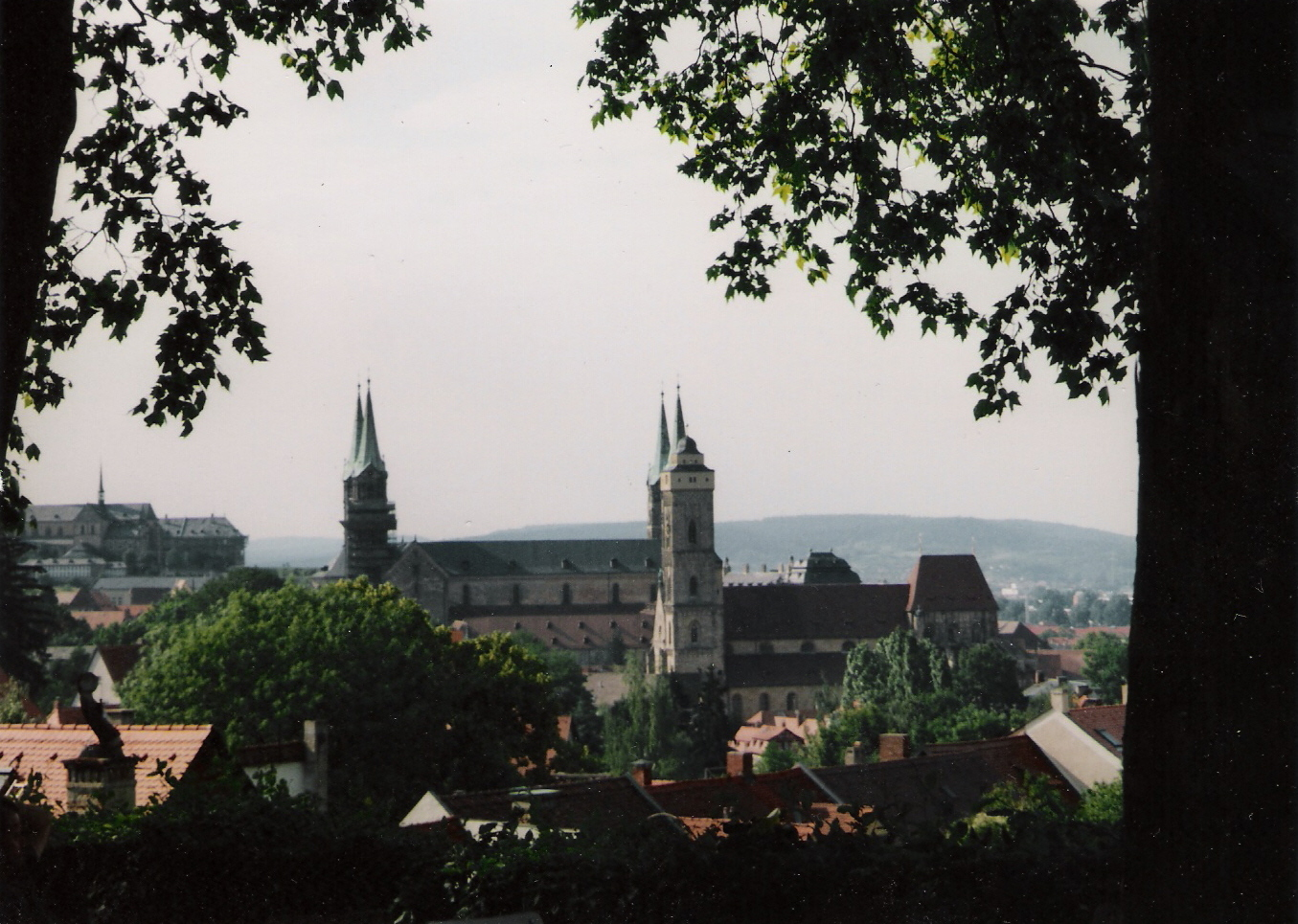
2007 wechselt Braun seinen Dienstsitz nach Bamberg, gedreht wurde auch in Mürsbach
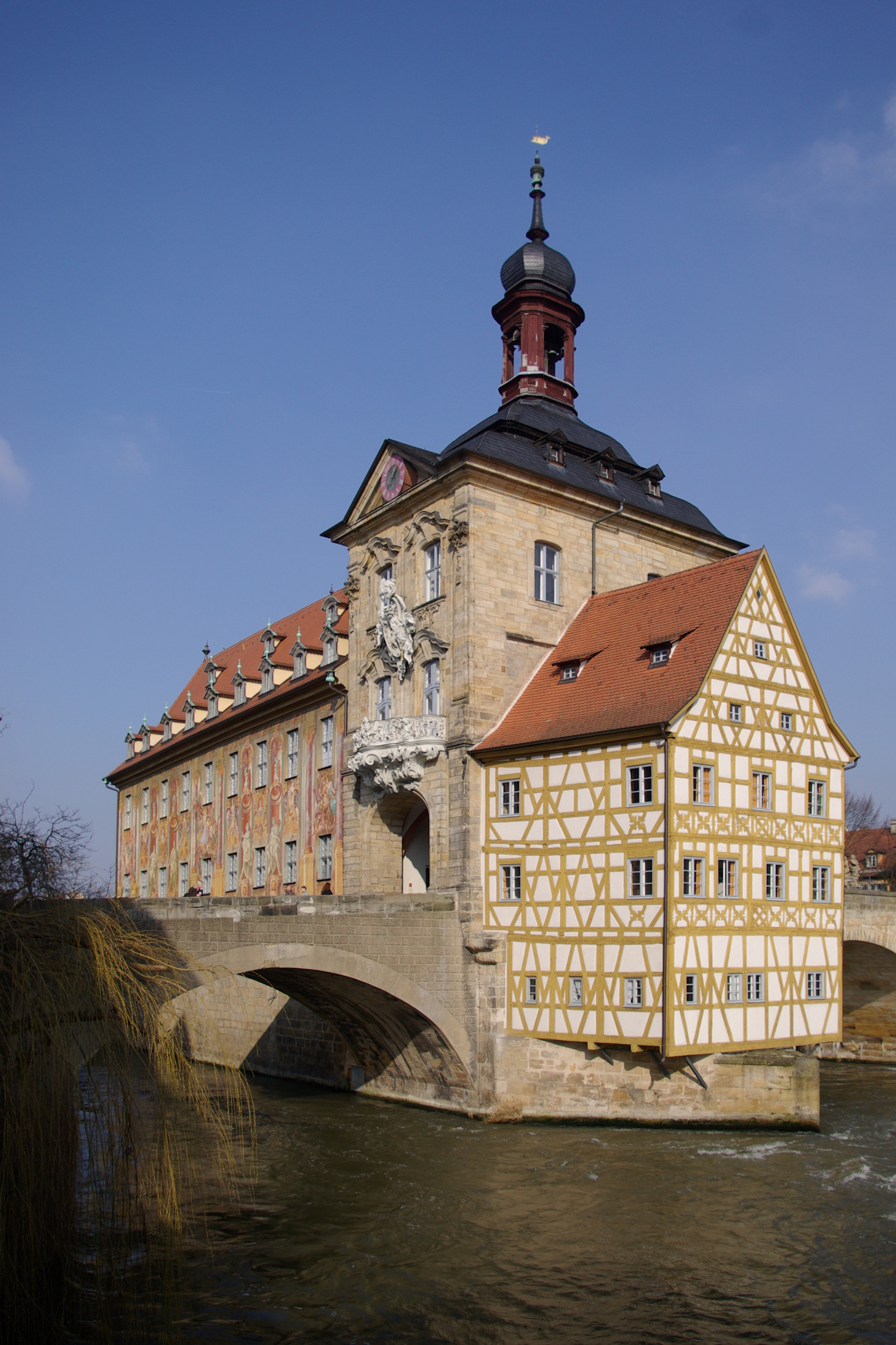
Am alten Bamberger Rathaus spielt eine Szene mit Geiger
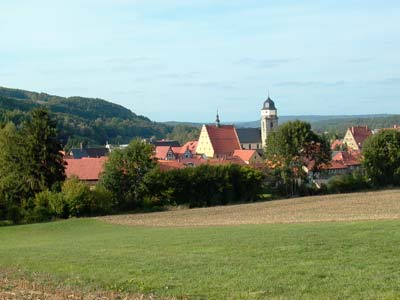
… auch in Weismain wurde gedreht

## Kritik
Die Kritiker der Fernsehzeitschrift TV Spielfilm gaben dem Film die schlechteste Wertung, sie zeigten mit dem Daumen nach unten. Sie fanden, trotz „sympathischer Darsteller“ sei die Story „Stuss“ und konstatierten: „Mehr Komödienstadl als Schmunzelkrimi.“
Tagesspiegel / Thilo Wydra: ...so begann...Ottfried Fischer als bayerischer Pfarrer Braun. Ähnlichkeiten mit den Originalen? Höchstens ein gewisser Charme. Wie Fischer so in seiner Kutte mit Hut daherstapft, stets einen passenden Bibelspruch auf der Lippe, und dem Leben, so scheint’s, zuweilen etwas mehr zugewandt als manch anderer – das hat schon was.
Drei neue 90-Minüter stehen nun mit Fischer an, „Der unsichtbare Beweis“..., „Drei Särge und ein Baby“...und „Kein Sterbenswörtchen“... Pfarrer Braun wird diesmal zusammen mit seiner Haushälterin Margot Roßhauptner...in das ostdeutsche Kleinstädtchen Pfaffenberg in Sachsen versetzt, strafversetzt, wie Bischof Hemmelrath...und sein getreuer Monsignore Mühlich...mehrfach betonen. Strafversetzt, damit er endlich seinem klerikalen Amte nachgeht und nicht länger Leiche nach Leiche anzieht. Pfaffenberg ist der an Verbrechen ärmste Ort Deutschlands. Kaum haben Pfarrer Braun und Frau Roßhauptner das neue Pfarrhaus bezogen, liegt sie auch schon blass und kalt da, die erste Leiche in Pfaffenberg, oben, im ersten Stock des zentralen Wirtshauses, in Form der jungen, hübschen, allseits begehrten Fremdenführerin Rosa. Die Folge ist dramaturgisch zuweilen hanebüchen, mitunter unmotiviert inszeniert und mit völlig vernachlässigten Nebenfiguren versehen, aber die Mono- und Dialoge und stoisch gemurmelten Bibelzitate des Fischer’schen Pfarrer Braun sind das Einschalten allemal wert.